# Бојтелсбах
Бојтелсбах (њем. Beutelsbach) општина је у њемачкој савезној држави Баварска. Једно је од 38 општинских средишта округа Пасау. Према процјени из 2010. у општини је живјело 1.126 становника. Посједује регионалну шифру (AGS) 9275117.

## Географски и демографски подаци
Бојтелсбах се налази у савезној држави Баварска у округу Пасау. Општина се налази на надморској висини од 361 метра. Површина општине износи 20,4 km².

## Становништво
У самом мјесту је, према процјени из 2010. године, живјело 1.126 становника. Просјечна густина становништва износи 55 становника/km².

## Међународна сарадња
| Мјесто | Држава | Врста сарадње | Од    |
| ------ | ------ | ------------- | ----- |
|        | Чешка  | пријатељство  | 1991. |
| Извор  |        |               |       |